# Atto Retti-Marsani

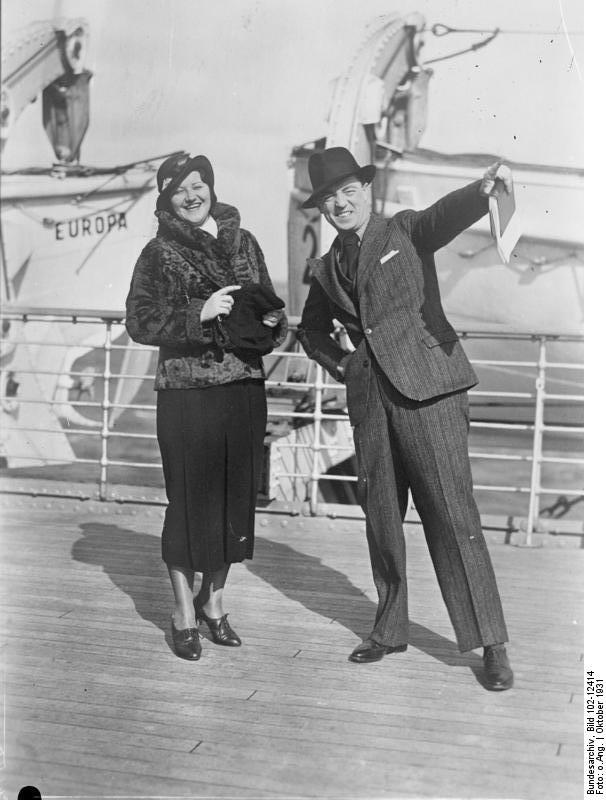
Kammersängerin Charlotte Boerner und Atto Retti-Marsani (1931)

Atto Retti-Marsani, auch Retti Marsani und Otto Retti-Marsani (* 1892; † 1961) war ein italienischer Schauspieler, Regisseur und Drehbuchautor.

## Leben
Er trat, neben Erich Kaiser-Titz als Phantomas, in der zweiten Folge der Phantomas-Serie auf, für die Paul Rosenhayn das Drehbuch geschrieben hatte. 1917 versuchte er sich als Komiker in zwei Folgen der Dummy-Serie mit Ein- und Zweiaktern, für die er auch Manuskript bzw. Drehbuch verfasste. In drei weiteren Filmen, einem Heimat-, einem Lustspiel- und einem Detektivfilm, ist er nur Darsteller. Zusammen mit Max Nadler führte er 1920 Regie bei dem 50.000-Mark-Prämienfilm Der Totenkopf.
Zwei weitere Filme aus italienischer Produktion, in denen er Regie führte, folgten 1920 und noch 1929. Danach sind keine Arbeiten von ihm mehr bezeugt.
In den 1930er Jahren zählte Retti-Marsani zum Bekanntenkreis des Hitler-Fotografen Heinrich Hoffmann. Am 12. September 1935 war er, wie eine Fotografie zeigt, auf der Feier zu Hoffmanns 50. Geburtstag in Nürnberg eingeladen. Zur Gesellschaft gehörten auch Eva Braun, die Mitarbeiterin Hoffmanns, deren Freundin Marion Schönmann und Max Schmeling. Retti-Marsani war wohl nach seiner Tätigkeit im Filmgeschäft als Fotograf tätig.

## Filmografie
- 1916: Ramara (Phantomas-Serie No.II)  [Darsteller]
- 1917: Dummy sucht seinen Verstand [Darsteller, Drehbuch]
- 1917: Dummys Haupttreffer [Darsteller, Manuskript und Regie]
- 1917: Der Geier von Sankt Veit [Darsteller]
- 1918: Heiraten Sie meine Tante? [Darsteller]
- 1918: Der Herr mit der Dogge [Darsteller]
- 1920: Der Totenkopf [Regie (mit Max Nadler)]
- 1920: Deus judicat [Regie]
- 1929: Der Strassensänger von Venedig (Originaltitel: Cantastorie di Venezia) [Regie]